# Lewis Milestone
Lewis Milestone, vlastním jménem Leib Milstein, (30. září 1895 – 25. září 1980) byl americký filmový režisér.
Narodil se v židovské rodině v Kišiněvu (dnes Moldavsko). V roce 1912 odešel do Spojených států amerických. Zde vystřídal několik povolání, až nakonec vstoupil do armády, kde se dostal k natáčení propagačních filmů. V roce 1919 se stal americkým občanem. Poté odešel do Hollywoodu, kde pracoval nejprve jako střihač a asistent režiséra. Šanci točit vlastní filmy mu dal producent Henry King a posléze slavný Darryl F. Zanuck. Později mu spolupráci nabídl producent Howard Hughes a díky němu si Milestone došel pro sošku Oscara za nejlepší režii komedie (tehdy byla režie komedie a dramatu oddělenými kategoriemi) hned při historicky prvním vyhlašování této ceny roku 1928.
Oscary získal celkem dva, za filmy Two Arabian Knights (1927) a Na západní frontě klid (1930). Mezi jeho další snímky patří například němá klasika s Haroldem Lloydem On, hrdina dne (1927), dobrodružný film s Gary Cooperem Tajemný Mr. O'Hara (1936), muzikál Anything Goes (1936), k němuž napsal scénář P. G. Woodhouse, adaptace románu Johna Steinbecka O myších a lidech (1939), psychologické drama Podivná láska Marty Iversové (1946), kde zářila Barbara Stanwycková a svůj debut na plátně prožil Kirk Douglas, adaptace románu Ericha Marii Remarquea Arch of Triumph (1948) s Ingrid Bergmanovou, krimi komedie Dannyho jedenáctka (1960) s Frankem Sinatrou, která se o mnoho let později stala předmětem velmi slavného remaku Dannyho parťáci, a konečně slavná dobrodružná podívaná Vzpoura na Bounty (1962) s Marlonem Brandem, jíž se Milestone se stříbrným plátnem rozloučil.
Jeho oblíbeným žánrem byla rovněž válečná dramata (Severní hvězda, Hranice temnoty, Samurajové útočí, Odvážlivci, Pahorek Pork Chop).